# Business College Horsens
Learnmark Horsens er en uddanelse i Horsens. Tidligere hed den Horsens Handelsskole, men den skiftede navn i 2008.
Den 1. januar 2011 fusionerede BCH med VIA Erhvervsuddannelser, HTX og AMU-uddannelser og hedder nu Learnmark Horsens.
|  | Denne artikel om en bygning eller et bygningsværk kan blive bedre, hvis der indsættes et (bedre) billede. Du kan hjælpe ved at afsøge Wikimedia Commons for et passende billede eller lægge et op på Wikimedia Commons med en af de tilladte licenser og indsætte det i artiklen. |

55°52′6.48″N 9°51′19.92″Ø / 55.8684667°N 9.8555333°Ø